# Вільфред II Буррель
Вільфред II Буррель (*Guifré II Borrell, бл. 874 —26 квітня 911) — граф Барселони, Жирони, Осони у 897—911 роках. Відомий також як Буррель I.

## Біографія
Походив з Барселонської династії. Син Вільфреда I, граф Барселони, та Гінідільди Ампуріас. Народився у Жироні. Після смерті у 897 році розділив разом з братами батьківські володіння, отримавши графства Барселони, Жирони та Осони.

### Стосунки з Каролінгами
Водночас спочатку вимушений був перебувати в Жироні через напади мусульманських військ на околиці Барселони. У 898 році одружився з Герсендою, донькою графа Тулузького і маркіза Готського. Цим зміцнив своє становище як граф у відносинах із Західно-франкським королівством. У 908 році налагодив стосунки з володарем останнього — Карлом III Простакуватим, принісши тому васальну присягу в м. Тур-сюр-Марн. Натомість дістав підтвердження як графа Осони і володаря Манреса.

### Стосунки з маврами
Не проводив активної політики, намагаючись зберегти батьківську спадщину. Для захисту від нападів мусульман на графство Вільфред II Буррель у 898—904 роках зміцнив берег річки Льобрегат та найближчі ущелини.

### Внутрішні справи
Водночас Вільфред II Буррель сприяв розбудові церковної ієрархії на своїх землях. Граф брав участь у церковних зборах у Барселоні та Жироні у 906 та 908 роках відповідно. За його наказом зведено монастир Сан-Пау-дель-Камп.
Помер у 911 році, владу успадкував його брат Суньєр.

## Родина
Дружина — Герсенда, донька Едо I, графа Тулузи і маркіза Готії.
Діти:
- Ріхільда (д/н—962), дружина Одо I, віконта Нарбонни